# 151
Évszázadok: 1. század – 2. század – 3. század
Évtizedek: 100-as évek – 110-es évek – 120-as évek – 130-as évek – 140-es évek – 150-es évek – 160-as évek – 170-es évek – 180-as évek – 190-es évek – 200-as évek
Évek: 146 – 147 – 148 – 149 –  150 – 151 – 152 – 153 – 154 – 155 – 156

## Események

### Római Birodalom
- Sextus Quintilius Condianust (helyettese szeptembertől M. Cominius Secundus) és Sextus Quintilius Valerius Maximust (helyettese L. Attidius Cornelianus) választják consulnak.
- Marcus Aureliusnak és feleségének, Faustinának lánya (Annia Galeria Aurelia Faustina) születik.

## Születések
- Csung Jao, kínai kalligráfus

## Fordítás
- Ez a szócikk részben vagy egészben  az   AD 151 című angol Wikipédia-szócikk ezen változatának fordításán alapul.  Az eredeti cikk szerkesztőit annak laptörténete sorolja fel. Ez a jelzés csupán a megfogalmazás eredetét és a szerzői jogokat jelzi, nem szolgál a cikkben szereplő információk forrásmegjelöléseként.